# Gianluca Franchini
Gianluca Franchini (Latina, 11 settembre 1972) è un allenatore di calcio ed ex calciatore italiano, di ruolo difensore, attuale vice allenatore dei Giovanissimi Nazionali del Latina.

## Carriera

### Giocatore
Cresciuto nell'Avellino, vi esordisce in Serie B nella stagione 1989-1990 e vi rimane per altre due stagioni raccogliendo 54 presenze ed una rete in serie cadetta.
Nel 1992 viene acquistato dal Parma dove alla prima stagione in Serie A raccoglie 4 presenze, vince una Coppa delle Coppe e veste la maglia dell'Italia under 21 in un'occasione (su 3 convocazioni). La stagione successiva è mandato in prestito alla Reggiana, fresca di prima promozione in massima serie, dove non scende mai in campo. Tornato al Parma, non viene mai utilizzato in partite ufficiali e allora nel 1995 torna in prestito, stavolta all'Ancona in Serie B.
Tornato nuovamente dai parmigiani, dopo pochi mesi viene ceduto all'Ischia allora in Serie C1. La stagione successiva si unisce alla Fidelis Andria dove rimane tre stagioni, le prime due in Serie B e l'ultima in Serie C1.
Passa quindi nel 2000 all'Alessandria dove rimane per due anni e mezzo prima di trasferirsi nel gennaio 2003 alla Lodigiani fino a fine stagione.
Seguono tre stagioni all'insegna del riavvicinamento a casa e della discesa di livello: prima al Latina in Serie C2, poi alla Viribus Cisterna Montello in Eccellenza ed infine alla VJS Velletri dove chiude la propria carriera.

### Allenatore
Nella stagione 2015-2016 è vice allenatore dei Giovanissimi Nazionali del Latina. , nel 2018 all'Agora Fc , nel 2019 alla guida del Pro Cisterna

## Palmarès
- Coppa delle Coppe: 1

Parma: 1992-1993
- Coppa UEFA: 1

Parma: 1994-1995